# Ante Tomić (nogometaš)
Ante Tomić (Zagreb, 23. svibnja 1983.), je hrvatski umirovljeni nogometaš. 
Igrao je u nogometnim klubovima Dinamo Zagreb, NK Croatia Sesvete, NK Inter Zaprešić, Skoda Xanthi F.C., Luka Koper, Sanfrecce Hiroshima i Ehime. Danas igra nogomet samo rekreativno s nekim od bivših suigrača kao što je Niko Kranjčar, ili nekim od poznatih igrača s tzv. “Klinčeka” (malonogometnog terena s umjetnom travom na Kušlanovoj ulici) kao što su Mario Dodić, Dominik Šteko, bivši malonogmetni igrač Dominik Zeko te golgeteri iz Austrije Ivan Rančić i Serafin Palić.